# Carenses (Navarra)
Los carenses fueron una antigua tribu de la Hispania Superior, vinculados con la ciudad romana de Cara, asentados sobre la comarca llamada actualmente de la Ribera Arga-Aragón, en Navarra, en torno a la villa de Santacara.

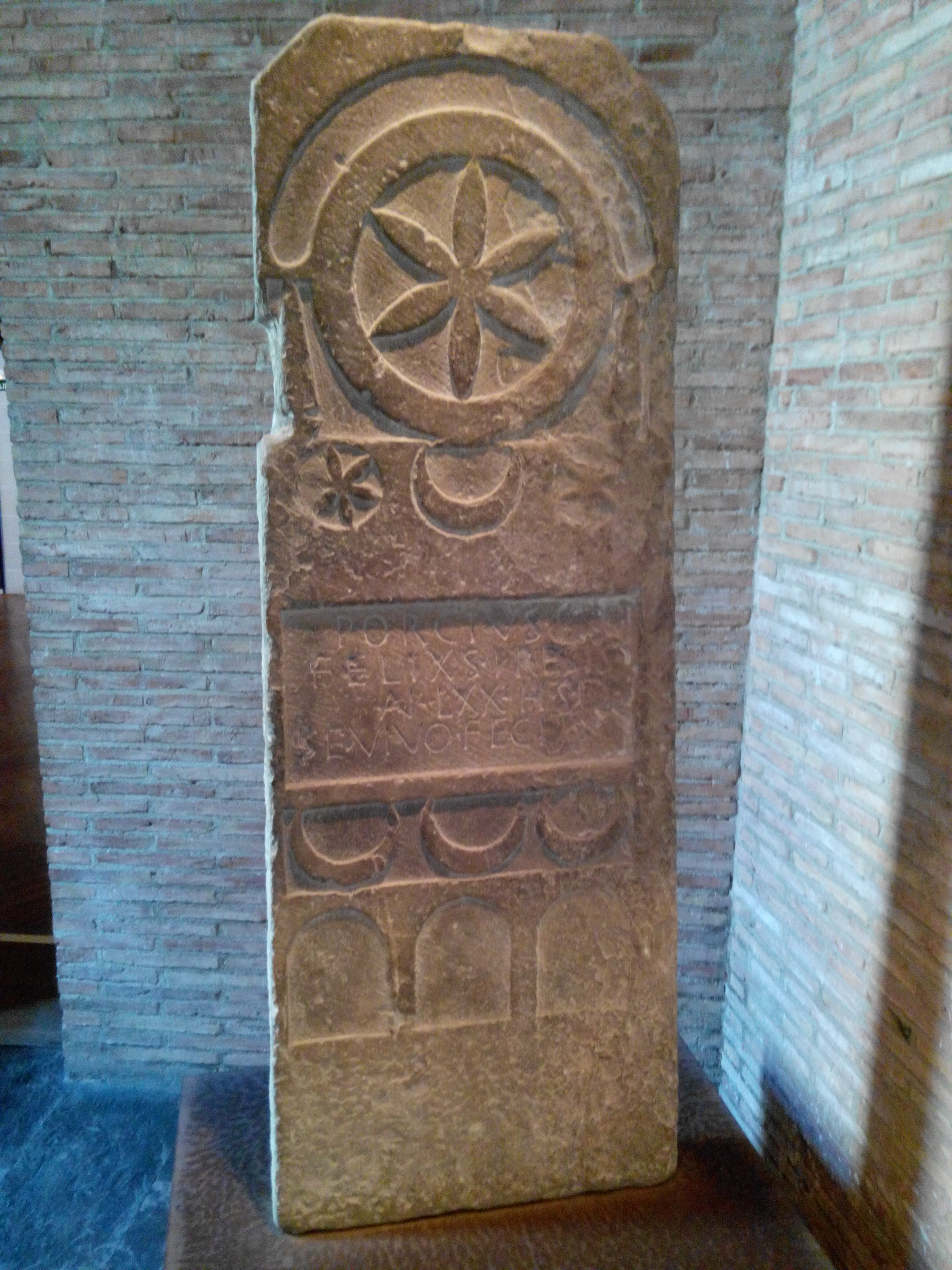
Inscripción funeraria en arenisca, de grano fino, y de forma prismática. Se lee:
Porcius
Felixs, k(a)re(n)sis,
an(norum) LXX. H(ic) s(itus) e(st).
Se vivo fecit.
es decir:
«Porcio Felíx, carense, de 70 años, yace aquí enterrado. Construyó la sepultura a su costa estando vivo».
Museo de Navarra (AE, 1962, 398)

## Historia
Los carenses sería un pueblo estipendiario situado dentro del conventus de Caesaraugusta, en la provincia Tarraconense, según menciona Plinio el Viejo en su Historia Natural. Aparece relacionado junto a otros estipendarios como los andelonenses y los pompaelonenses.
La ciudad de los carenses está situada en territorio vascón según los datos de Ptolomeo. Cara también aparece como una mansio situada después de Segia (Ejea) y Tarraca (¿Los Bañales en Uncastillo?), en la vía romana que unía Caesaraugusta y Pompaelo, y donde posiblemente confluía con la vía del Itinerario de Antonino que atravesaba los Pirineos, entre Asturica Augusta y Burdigalia.
De varias fuentes se deduce que los carenses citados por Plinio eran los habitantes de la ciudad que es nombrada en las fuentes como Cara o Kara: «Su situación geográfica corresponde a la del actual pueblo de Santacara, topónimo cristianizado posiblemente en época medieval antigua. Se halla a la orilla derecha del río Aragón, en su tramo medio, en una zona llana con abundante caudal que vierte, algunos kilómetros al sur, en el Ebro.»

Ya, a principios del siglo XIX, el Diccionario geográfico-histórico de España, publicado por la Real Academia de la Historia, recogía la voz CARENSES y daba noticia de algunas inscripciones:
«En el pavimento del claustro llamado del Capítulo del real monasterio de la Oliva, orden del Císter, se conserva una lápida sepulcral que dice así: PORCIUS

FELIXS KRESIS
AN LXX. H.S.D.

SE VIVO FECIT.»